# Mohammadsina Vahedi
Mohammadsina Vahedi (in persiano محمدسینا واحدی‎; Teheran, 8 gennaio 2001) è un cestista iraniano.

## Carriera
Con l'Iran partecipa ai Giochi olimpici di Tokyo 2020.
Tra il 25 agosto 2022 e il 26 febbraio 2023 ha giocato, con il numero 3, cinque partite con l'Iran nel 2º round dell Qualificazioni in Asia al Mondiale del 2023 con una media di circa 14 minuti, 6,2 punti, 1,2 assist e 1 rimbalzo a partita.